# Amud-Höhle
Die Amud-Höhle (hebräisch מְעָרַת עַמּוּד Məʿarat ʿAmmūd, deutsch ‚Höhle der Säule‘) ist eine paläoanthropologische und archäologische Fundstätte  in Israel. Die Bezeichnung Amud (hebräisch für „Säule“) bezieht sich auf eine Steinsäule, die nicht weit vom Höhleneingang entfernt steht. Die Höhle liegt etwa 30 Meter über dem Bett des Wadi Amud, dessen Wasser in den See Genezareth fließt.

## Funde

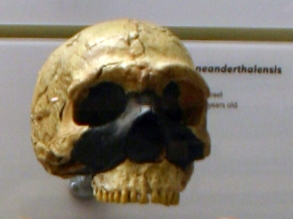
Schädel von Amud 1

Die Amud-Höhle wurde ab Anfang der 1960er-Jahre von einem japanischen Team erforscht. In ihr wurden Überreste von mindestens vier Neandertalern gefunden. Ferner wurden Steinwerkzeuge aus der Epoche des Mittelpaläolithikums geborgen und mehrere Feuerstellen identifiziert.

## Amud 1
Am 28. Juni 1961 entdeckte Hisashi Suzuki die fossilen Überreste eines erwachsenen, vermutlich männlichen Neandertalers, dessen erhalten gebliebene Knochen darauf schließen lassen, dass er zu Lebzeiten rund 1,80 Meter groß war und ein Schädel-Innenvolumen von 1740 cm³ hatte. Aus der fortgeschrittenen Verknöcherung seiner Schädelnähte wurde abgeleitet, dass er etwa 25 Jahre alt wurde. Das Schädel-Innenvolumen des Fossils Amud 1 gilt als das größte je bei einem homininen Fossil gefundene. Das Skelett ist nahezu vollständig, jedoch in relativ schlechtem Zustand erhalten geblieben.
Verwahrort von Amud 1 ist das Institut für Anatomie der Universität Tel Aviv.

## Amud 7
Das Fossil Amud 7 wurde 1992 von einem Team um Yoel Rak, William H. Kimbel und Erella Hovers entdeckt. Es handelt sich um das teilweise erhalten gebliebene Skelett eines ungefähr zehn Monate alten Neandertaler-Kindes. Erhalten geblieben sind zerbrochene Teile des Schädels sowie der fast vollständige Unterkiefer, ferner Teile eines  Schultergürtels, eines Oberarmknochens und einer Hand, etliche Wirbel und Bruchstücke von Rippen sowie Teile eines Fußes.
Verwahrort von Amud 7 ist das Institut für Anatomie der Universität Tel Aviv.

## Datierung
Für die Neandertaler-Funde wurden anhand einer Thermolumineszenzdatierung ein Alter von 50.000 bis 70.000 Jahren berechnet. Eine Elektronenspinresonanz-Datierung ergab ebenfalls Belege für ein Alter von mehr als 50.000 Jahren.

## Analyse von Schnittspuren an Tierknochen
Sowohl in der Amud-Höhle als auch in der nur 70 Kilometer entfernten Kebara-Höhle wurden zahlreiche Tierknochen gefunden, die jeweils rund 50.000 bis 60.000 Jahre alt sind und Schnittspuren als Folge des Entfleischens aufweisen. In einer 2025 publizierten Studie wurden anhand von 344 Knochen aus beiden Höhlen belegt, dass deren Bewohner ihre Beutetiere in jeweils deutlich unterschiedlicher Weise zerlegten und weiterverarbeiteten. So waren beispielsweise in der Amud-Höhle 40 Prozent aller Tierknochen dem Feuer ausgesetzt worden, in der Kebara-Höhle hingegen nur 9 Prozent. Obwohl sie die gleichen Werkzeuge verwendeten und die gleichen Beutetiere jagten, hinterließen die Gruppen in den Höhlen von Amud und Kebara unterschiedliche Schnittmuster auf den Tierknochen, was darauf hindeutet, dass die Techniken zur Nahrungszubereitung möglicherweise kulturspezifisch waren und selbst in benachbarten Gruppen über Generationen getrennt weitergegeben wurden. Die in Amud gefundenen Schnittmarken waren deutlich dichter angeordnet und weniger linear als die in Kebara. Als eine mögliche Erklärung für die Unterschiede in Dichte und Linearität der Schnittmarken zwischen den beiden Fundorten könnte laut den Autoren der Studie sein, dass möglicherweise das Zerlegen von gereiftem Fleisch (von Fleisch in fortgeschritteneren Verwesungsstadien) in Amud häufiger vorkam als in Kebara; verwesende Tierkadaver seien tendenziell schwieriger zu verarbeiten als frisches Fleisch, was zu zufälligen tiefen und gewundenen Schnittmarken führen könne. Die im Vergleich zu Kebara höhere Häufigkeit nichtlinearer Markierungen in den Amud-Proben könnte daher darauf hindeuten, dass die Gewinnung von Fleisch aus der Beute an den beiden Fundorten unterschiedlich angegangen wurde.

## Belege
1. ↑  Eintrag Amud in: Bernard Wood (Hrsg.): Wiley-Blackwell Encyclopedia of Human Evolution. 2 Bände. Wiley-Blackwell, Chichester u. a. 2011, ISBN 978-1-4051-5510-6.
2. ↑  Hisashi Suzuki und Fuyuji Takai: The Amud man and his cave site. University of Tokyo Press, Tokyo 1970.
3. ↑  Ian Tattersall: The Strange Case of the Rickety Cossack – and Other Cautionary Tales from Human Evolution. Palgrave Macmillan, New York 2015, S. 149, ISBN 978-1-137-27889-0
4. ↑  Yoel Rak, William H. Kimbel und Erella Hovers: A Neandertal infant from Amud Cave, Israel. In: Journal of Human Evolution. Band 26, Nr. 4, 1994, S. 313–324, doi:10.1006/jhev.1994.1019
5. ↑  Amud 7, a Neandertal infant from Amud Cave, Israel. (mit Abbildung des Skeletts)
6. ↑  Hélène Valladas et al.: TL Dates for the Neanderthal Site of the Amud Cave, Israel. In: Journal of Archaeological Science. Band 26, Nr. 3, 1999, S. 259–268, doi:10.1006/jasc.1998.0334
7. ↑  W. Jack Rink et al.: Electron spin resonance (ESR) and thermal ionization mass spectrometric (TIMS) 230Th/234U dating of teeth in Middle Paleolithic layers at Amud Cave, Israel. In: Geoarchaeology. Band 16, Nr. 6, 2001, S. 701–717, doi:10.1002/gea.1017
8. ↑  Anaëlle Jallon et al.: Cut from the same cloth? Comparing Neanderthal processing of faunal resources at Amud and Kebara caves (Israel) through cut-marks analyses. In: Frontiers in Environmental Archaeology. Band 4, 2025, doi:10.3389/fearc.2025.1575572.